# Micrurus tschudii
Micrurus tschudii este o specie de șerpi din genul Micrurus, familia Elapidae, descrisă de Jan 1858.

## Subspecii
Această specie cuprinde următoarele subspecii:
- M. t. olssoni
- M. t. tschudii